# 기타촌 (에히메현)
기타촌(喜多村)은 에히메현 기타군에 설치된 촌이다. 